# Lista de presidentes da Guiné Equatorial
A seguir uma lista dos presidentes da Guiné Equatorial, desde a sua independência a 12 de Outubro de 1968. 

## Lista de presidentes da Guiné Equatorial (1960-presente)
| Nome                          | Mandato | Mandato | Partido |
| ----------------------------- | ------- | ------- | ------- |
| Francisco Macías Nguema       | 1960    | 1968    | PDGE    |
| Francisco Macías Nguema       | 1968    | 1979    |         |
| Teodoro Obiang Nguema Mbasogo | 1979    | 1982    |         |
| Teodoro Obiang Nguema Mbasogo | 1982    | 1989    |         |
| Teodoro Obiang Nguema Mbasogo | 1989    | 1996    | PDGE    |
| Teodoro Obiang Nguema Mbasogo | 1996    | 2003    |         |
| Teodoro Obiang Nguema Mbasogo | 2003    | 2004    |         |
| Severo Moto Nsá               | 2004    | 2004    |         |
| Teodoro Obiang Nguema Mbasogo | 2004    | 2009    |         |
| Teodoro Obiang Nguema Mbasogo | 2009    | 2016    | PDGE    |
| Teodoro Obiang Nguema Mbasogo | 2016    | 2017    | PDGE    |
| Teodoro Nguema Obiang Mangue  | 2017    | 2017    | PDGE    |
| Teodoro Obiang Nguema Mbasogo | 2017    |         | PDGE    |